# Naddnistreanske, Murovani Kurîlivți
Naddnistreanske (în ucraineană Наддністрянське) este o comună în raionul Murovani Kurîlivți, regiunea Vinnița, Ucraina, formată numai din satul de reședință.

## Demografie
Componența lingvistică a satului Naddnistreanske
     Ucraineană (99,11%)
     Alte limbi (0,67%)
Conform recensământului din 2001, majoritatea populației satului Naddnistreanske era vorbitoare de ucraineană (99,11%), existând în minoritate și vorbitori de alte limbi.